# Aspila pyraloides
Aspila pyraloides là một loài bướm đêm trong họ Noctuidae.